# Kraig
Kraig ist eine Ortschaft in Kärnten (Österreich) und Hauptort der Gemeinde Frauenstein. Der 451 Einwohner (Stand 1. Jänner 2024) zählende Ort war von 1899 bis 1973 eine eigenständige Gemeinde. Die Katastralgemeinde Kraig mit weiteren Ortschaften umfasst ein Gebiet von 13,14 km².

## Geographische Lage
Kraig liegt in 630 m ü. A. Seehöhe in der hügeligen Landschaft der Wimitzer Berge in Mittelkärnten, etwa fünf Kilometer nördlich der Bezirkshauptstadt St. Veit an der Glan. Etwa 500 Meter südlich des Ortes, beim Weiler Seebichl, befindet sich der Kraiger See. Die Katastralgemeinde umfasst den Südosten des Gemeindegebiets von Frauenstein zwischen Mellach im Norden und Hunnenbrunn im Süden. Weitere Ortschaften innerhalb der KG Kraig sind Pörlinghof, Sand und Überfeld sowie einige kleinere Siedlungen.

## Geschichte

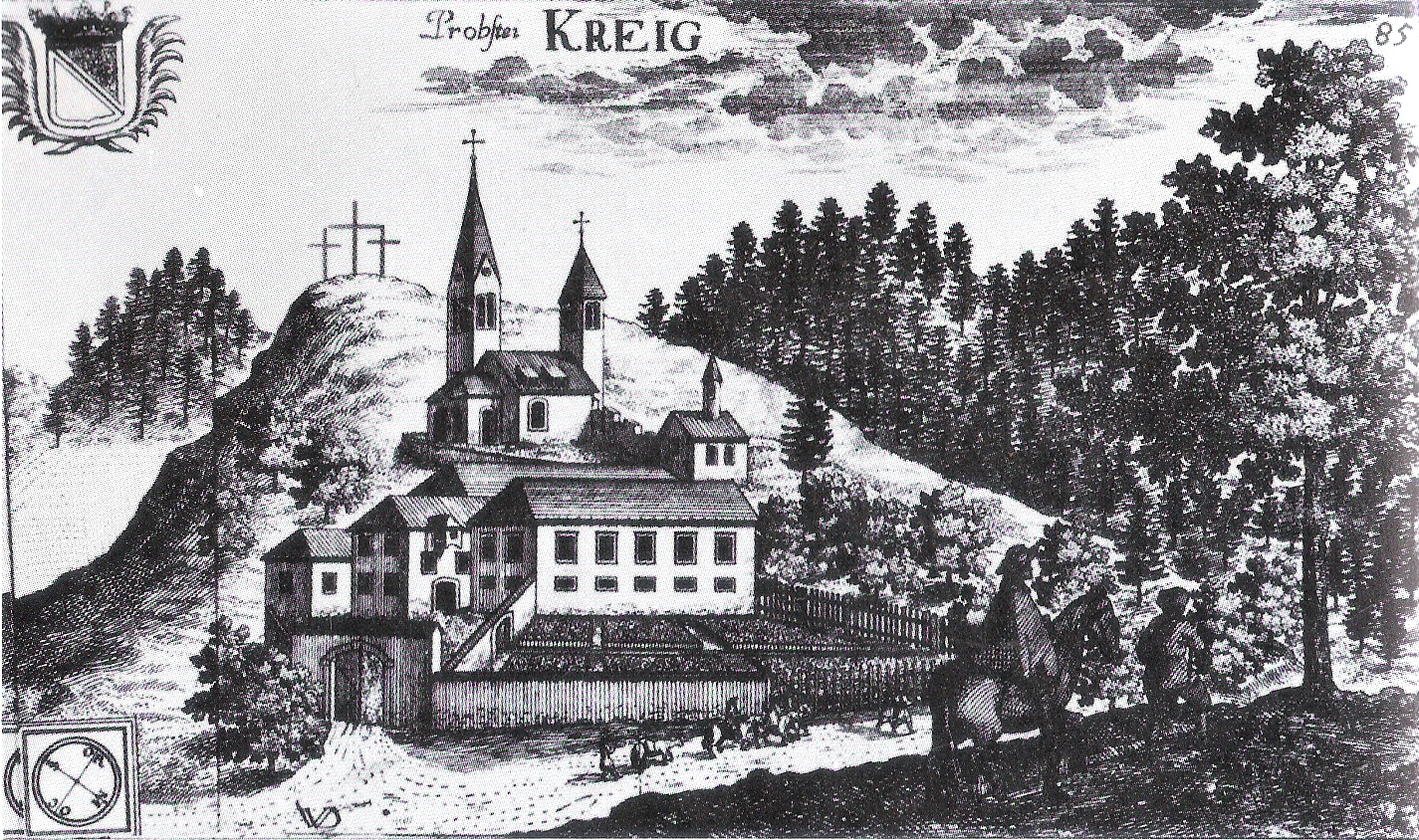
Kirche und Propsteihof in Kraig in Kärnten in einer Darstellung von Valvasor 1688

Eine Wallanlage und Steinbeilfunde auf dem Kulm bei Kraig deuten auf eine frühe Besiedlung der Gegend hin. Auch am Seebichlkopf wurden eine Wallanlage und steinzeitliche Funde festgestellt, im Ortsbereich gab es Funde aus der Bronzezeit. Im Bereich der Pfarre wurden zahlreiche römische Relief- und Inschriftensteine entdeckt.
Der Ort wurde 1091 als Kriwig und 1164 als Chriwig urkundlich erwähnt. Der Ortsname Krivice lässt sich einerseits als Siedlung des Kriwa oder des Krummen deuten, andererseits könnte sich „krumm“ auch auf die Gegend beziehen.
Im Mittelalter wurde im Gebiet von Kraig nach Silber geschürft.
Bei der Konstituierung von Ortsgemeinden in den Jahren 1849/1850 war Kraig zunächst gemeinsam mit den Katastralgemeinden Pfannhof, Leiten und Meiselding Bestandteil der Gemeinde Pfannhof. Diese erlosch im Jahr 1899 durch Teilung in die nunmehr eigenständigen Gemeinden Kraig und Meiselding. Im Rahmen der Gemeindestrukturreform 1973 in Kärnten entstand aus den bislang selbständigen Gemeinden Kraig, Schaumboden und Obermühlbach die neue Gemeinde Frauenstein. Im Wappen von Frauenstein erinnert der heraldische Dreiberg im Schildfuß an die drei Altgemeinden.

## Bauwerke
- Kraiger Schlösser
- Pfarrkirche Kraig